# Frédéric Nihous

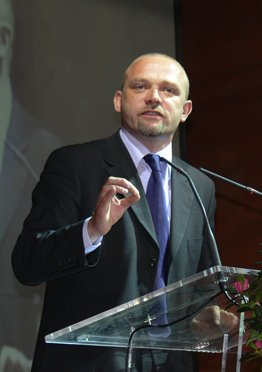
Frédéric Nihous

Frédéric Nihous [fʀedeʀik niˈus] (* 15. August 1967 in Valenciennes) ist Vorsitzender der französischen Partei Chasse, pêche, nature, traditions und war für diese Kandidat bei der französischen Präsidentschaftswahl 2007.

## Biografie
Nihous wurde in Valenciennes geboren und ist Sohn eines Zahnarztes. Er studierte Rechtswissenschaft in Lille. Im Jahr 2002 leitete er die Kampagne von Jean Saint-Josse zur damaligen französischen Präsidentschaftswahl, der im ersten Wahlgang 4,23 % der Stimmen auf sich vereinen konnte.
Am 2. September 2006 wurde Nihous auf einer Tagung seiner Partei in Cerny im Département Essonne von 82,95 % der Delegierten zum Kandidaten für die französische Präsidentschaftswahl 2007 bestimmt. Am 16. März 2007 gab er bekannt, mit 655 mehr als die 500 für eine Kandidatur bei den Präsidentschaftswahlen notwendigen Unterschriften erreicht zu haben. Drei Tage später, am 19. März, wurde Nihous vom Conseil constitutionnel in die Liste der zwölf offiziellen Kandidaten der Präsidentschaftswahl aufgenommen.
Im ersten Wahlgang der Präsidentschaftswahl am 22. April 2007 erhielt Nihous 420.645 Stimmen, was einen Anteil von 1,15 % der abgegebenen gültigen Stimmen ausmacht.
Seit 2008 ist Nihous Vorsitzender seiner Partei.